# Ekiben
Ekiben (駅弁) er en bestemt form for japanske bento (madpakker), der sælges i japanske tog og stationer.
De første ekiben blev solgt på Utsunomiya Station i 1885. Oprindelig var det en enkelt ret bestående af risboller med fyld af umeboshi, der blev pakket ind i et bambusblad.
I dag kan man købe mange forskellige slags ekiben i stationsbygninger, på perroner og i tog. Om nødvendigt er der vedlagt engangs spisepinde. Ofte tilbydes der også varm eller kold te til. Beholderne til ekiben kan være kunstfærdigt udformet af kunststof, træ eller keramik. Nogle stationer er kendt for deres smagfulde ekiben bestående af lokale specialiteter.